# Kyrketorps kapell
Kyrketorps kapell är en tidigare kyrkobyggnad i Fredsberg-Bäcks församling (före 2010 Fredsbergs församling) i Skara stift som dekonsekrerades 2004. Den ligger i Töreboda kommun.
Kapellet invigdes 1931 och renoverades genomgripande 1966 då en sakristia tillkom.
Byggnaden avkonsekrerades 2004 och har sålts och byggts om till privatbostad..